# Olof von der Lancken
Olof von der Lancken († 1668) war ein mecklenburgischer Stallmeister, Amtshauptmann, Rat, Hofmeister und Hofmarschall. 

## Leben
Olof von der Lancken war Angehöriger des rügischen Adelsgeschlechts Lancken und Erbherr auf Zürkvitz. Sein Vater war Christoph von der Lancken († 1608).
Olof von der Lancken vollzog seine Kavalierstour nach Frankreich, Italien und durch Deutschland. Hiernach trat er zunächst kaiserlichen und französischen Militärdienst. Darauf fand er eine Anstellung als mecklenburgischer Stallmeister und mecklenburg-güstrower Amtshauptmann von Ivenack, Strelitz und Wanzka. Von 1631 bis 1636 war er Hofmeister der herzoglichen Brüder Johann Albrecht II. und Adolf Friedrich I. Nach dem Tod des ersteren entließ ihn der zweitere im Zusammenhang mit dem Vormundschaftsstreit sowie Lanckens Übertritt vom lutherischen zum reformierten Bekenntnis.
Während der norddeutschen Reise von Fürst Ludwig I. von Anhalt-Köthen, wurde er gemeinsam mit fünf weiteren Edelleuten 1636 in Mecklenburg-Güstrow mit dem Namen „Der Scheuchende“ in die Fruchtbringende Gesellschaft aufgenommen.
Olof von der Lancken scheint der herzoglichen Witwe Eleonore Marie (1600–1657) jedoch bis zu deren Tod weiter als Rat, Hofmeister und Hofmarschall gedient zu haben.
Aus seiner Ehe mit Dorothea Elisabeth von Münchow aus dem Hause Nassow hatte er eine Tochter Augusta Eleonora, welche die zweite Gattin von Feldmarschall Conrad Mardefelt († 1688), den sie überlebte, wurde.